# Pascal Nyabenda
Pascal Nyabenda (* 12. April 1966 in Bubanza) ist ein burundischer Politiker, der nach dem Tod des Vorgängers Pierre Nkurunziza im Juni 2020 kommissarischer Präsident des Landes Burundi war. Seit dem Jahr 2015 ist er zudem Präsident der burundischen Nationalversammlung. Davor war er Präsident der  parlamentarischen Gruppe des CNDD-FDD und Gouverneur der Provinz Bubanza.
Nyabenda wurde bei den Wahlen in Burundi 2015 als Kandidat der CNDD-FDD in die Nationalversammlung gewählt und am 30. Juli desselben Jahres ohne Gegenkandidat mit 101 Stimmen von den Abgeordneten zum Präsidenten der Nationalversammlung gewählt.
Nyabenda galt als der von Pierre Nkurunziza bevorzugte Nachfolger als Präsident Burundis, die Partei nominierte jedoch Évariste Ndayishimiye.
Vom 9. Juni 2020 bis zur Amtseinführung Ndayishimiyes am 18. Juni amtierte Nyabenda als Präsident Burundis.